# Reichswehr
La Reichswehr (defensa imperial) fou l'organització que englobava les forces armades d'Alemanya, des de 1919 fins al 1935, quan el govern nazi les rebatejà com a Wehrmacht.
Al final de la Primera Guerra Mundial, les forces armades de l'imperi Alemany es desintegraren, i moltes tropes formaren els Freikorps (cossos lliures), una col·lecció d'unitats paramilitars voluntàries que van estar implicades en xocs amb els revolucionaris espartaquistes entre 1918 i 1923. La recent formada República de Weimar el dia 6 de març de 1919 va establir per decret el Vorläufige Reichswehr ("força provisional de la defensa nacional"), consistint en un Vorläufige Reichsheer (exèrcit nacional provisional) i un Vorläufige Reichsmarine (marina nacional provisional). Prop de 400.000 homes van ocupar serveis en el Reichsheer.

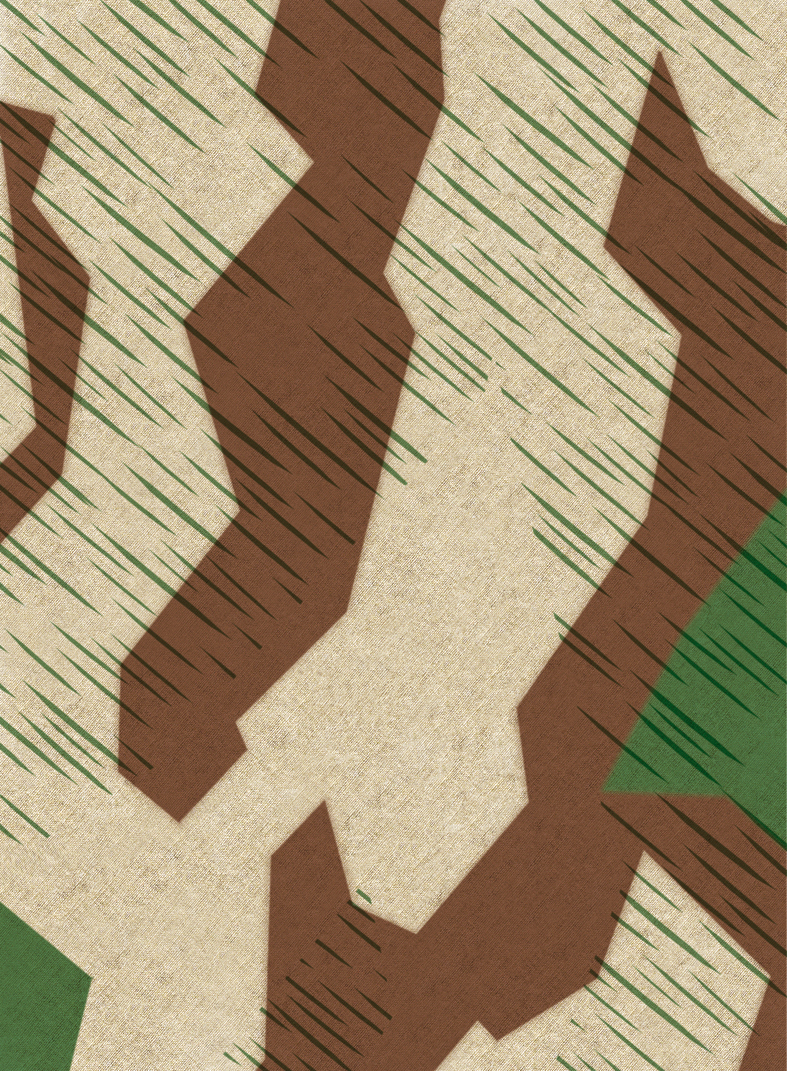
Camuflatge alemany per a tendes. Introduït el 1931

El 30 de setembre, van reorganitzar a l'exèrcit com l'Übergangsheer ("exèrcit transitori"). Això dura fins a l'1 de gener de 1921, quan el Reichswehr va ser establert oficialment segons les limitacions imposades pel Tractat de Versalles. Limitat pel tractat a un total de 100.000 homes, el Reichswehr va ser compost pel : 
- Reichsheer, exèrcit que consisteix en dos comandos del grup, set divisions d'infanteria, i tres divisions de cavalleria. Els tancs, l'artilleria pesant i l'avió van ser prohibits.
- Reichsmarine, marina limitada a un grapat de naus. Els submarins i l'avió van ser prohibits.

A pesar de les limitacions en la seva mida, a conseqüència de l'anàlisi de la derrota a la Primera Guerra Mundial, es dugué a terme investigació i desenvolupament a l'estranger, pensada per a "èpoques millors". També, encara que fou prohibit disposar d'un estat major, l'exèrcit va continuar tenint les funcions típiques d'un estat major sota nom "disfressat" de Truppendienst, l'"oficina de la tropa".
Durant aquest temps, molts dels comandaments futurs de la Wehrmacht, per exemple, Heinz Guderian, formularen les idees que resultarien tant eficaces anys més tard. El Reichswehr fou una partidari de la República de Weimar, però va romandre lleial al govern alemany democràtic. Es va emfatitzar el seu tarannà apolític. Això va donar a la democràcia l'ocasió de deslliurar-se de la injerència militar, però va reduir també la probabilitat de la resistència militar contra Adolf Hitler. La influència més gran del desenvolupament del Reichswehr la tingué Hans von Seeckt (1866-1936), que durant 1920 -1926 fou "Chef der Heeresleitung" ("cap de la direcció de l'exèrcit").
La reducció de la força de la pau de l'exèrcit alemany a partir dels 780.000 membres del 1913) als 100.000 va realçar realment la qualitat del Reichswehr: només els millors dels millors aspirants s'enrolaven a l'exèrcit. La limitació de la mida del Reichswehr també el va forçar a modernitzar els mètodes de lluita i a adoptar les doctrines ràpides mòbils per a la defensa, tesis defensades per von Seeckt i Guderian, que conduiria més endavant a la guerra llampec.
Durant 1933 i 1934, després que Adolf Hitler assumís com el càrrec de canceller d'Alemanya, el Reichswehr va començar un programa secret de rearmament, que finalment va esdevenir públic amb la creació formal de la Wehrmacht l'any 1935.